# لي ساندفورد
لي ساندفورد (بالإنجليزية: Lee Sandford)‏ هو لاعب كرة قدم بريطاني في مركز الدفاع، ولد في 22 أبريل 1968 في لامبث ‏ في المملكة المتحدة. لعب مع ستوك سيتي وستوكبورت كونتي وشيفيلد يونايتد ونادي بورتسموث ونادي ريدنغ ونادي وكينغ.

## وصلات خارجية
- لي ساندفورد على موقع قاعدة بيانات كرة القدم.إي يو (الإنجليزية)
- لي ساندفورد على موقع Soccerbase.com (لاعب) (الإنجليزية)